# SS Wexford
El SS Wexford fue un carguero con casco de acero y propulsión a hélice construido por William Doxford & Sons. en Sunderland, Gran Bretaña, en 1883. El número oficial del Wexford era 87342 con el número de casco 00145. Se hundió en 1913.

## Hundimiento

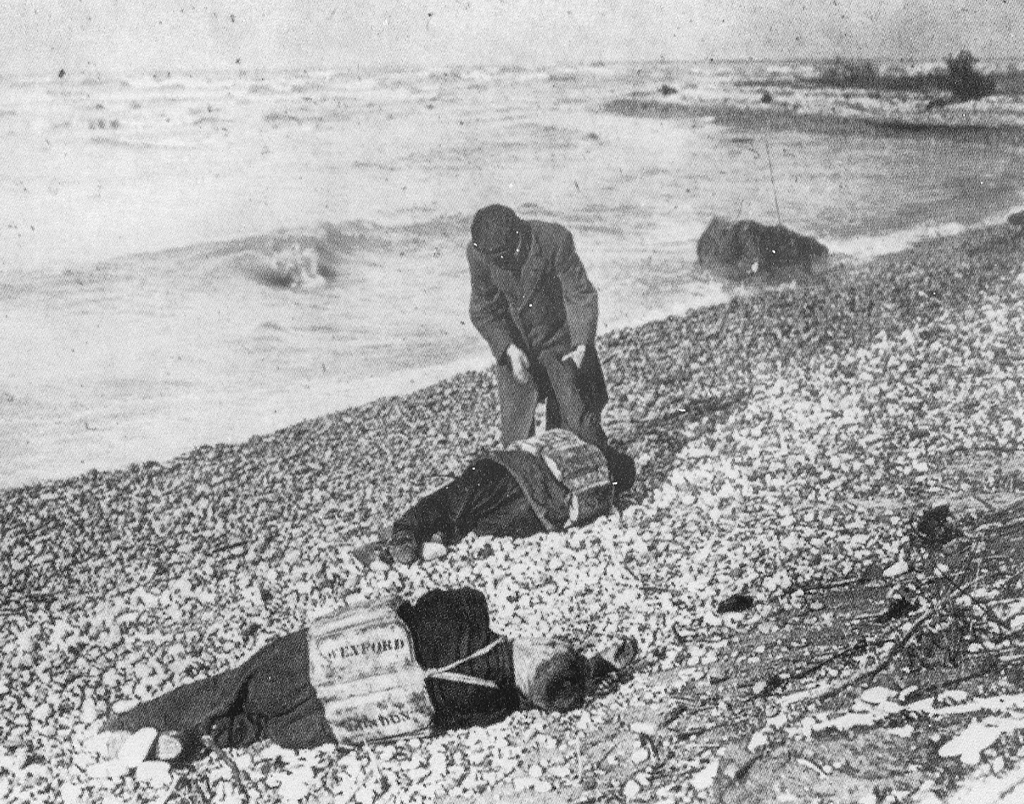
Cuerpos del Wexford fueron arrastrados a la costa cerca de Goderich, Ontario, Canada.

El buque se perdió en el lago Hurón con todos sus tripulantes el 9 de noviembre de 1913 durante la tormenta de los Grandes Lagos de 1913. Las fuentes citan cifras contradictorias sobre la tripulación perdida: entre 17 y 24. Su carga en el momento de la pérdida era de 96.000 fanegas de trigo. Los restos del naufragio se descubrieron el 25 de agosto de 2000, intactos y en posición vertical en el fondo del lago, a 23 m de profundidad. Se colocó una corona de cobre en los restos del naufragio para honrar a la tripulación en el centenario de la Gran Tormenta de 1913.